# Ika Johannesson

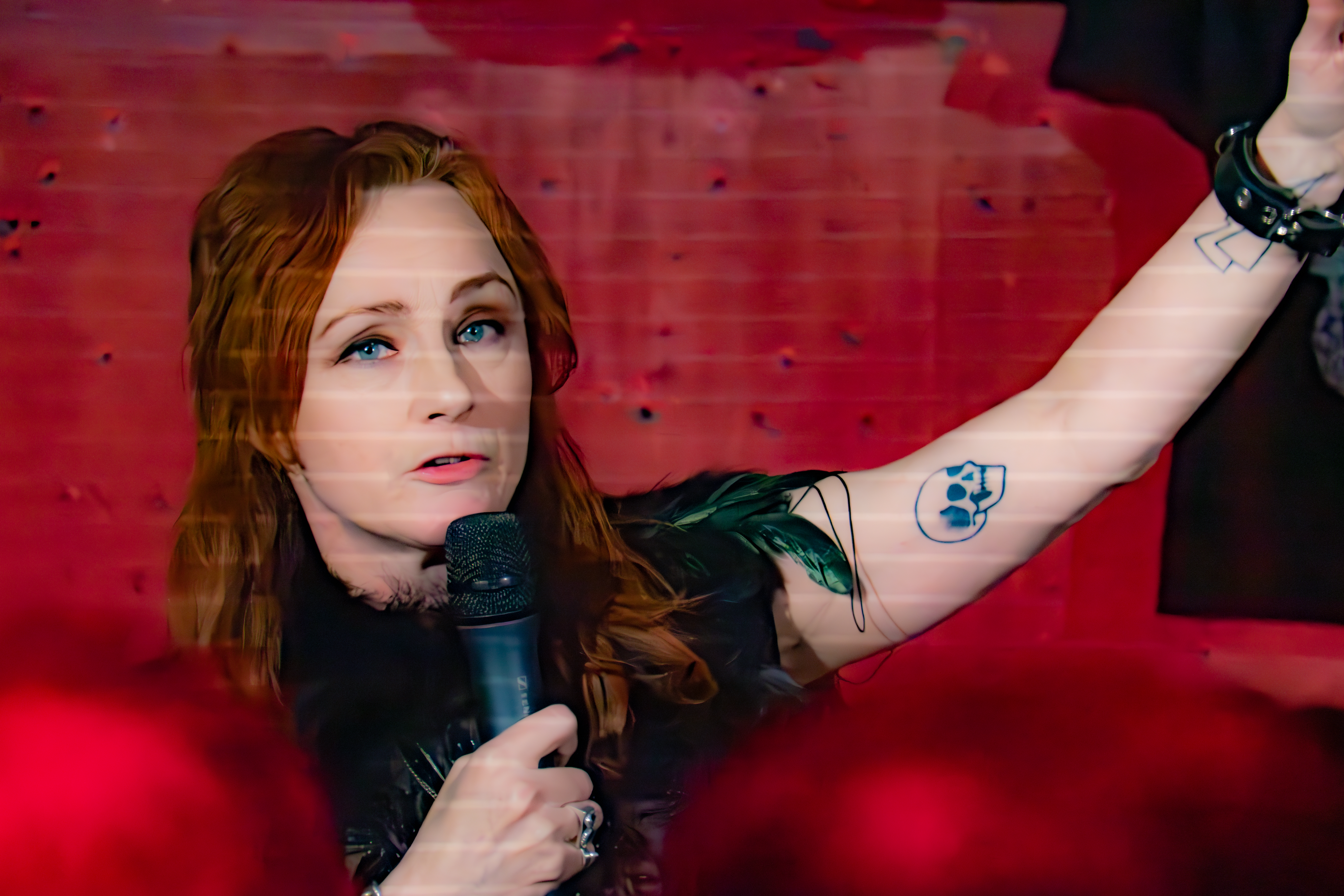
Ika Johannesson presenterar utställningen Total Metal på Kulturhuset Stadsteatern i Stockholm 2025.

Fredrika Anna Kristina "Ika" Johannesson, född 6 april 1974 i Askim, är en svensk journalist, publicist, programledare och författare.

## Biografi
Johannesson växte upp i Askim utanför Göteborg och bodde även i Singapore med familjen 1985–1988. Hon avlade en filosofie kandidatexamen i journalistik på Journalisthögskolan i Göteborg 1994–1997 och har under flera år varit verksam inom kulturjournalistik med specialinriktning inom populärmusik och hårdrock, bland annat med program som P3 Pop och Musikguiden i P3 i Sveriges Radio. Hon har också skrivit i Dagens Nyheter och Expressen. Hon var medgrundare, chefredaktör och ansvarig utgivare för tidningen Sex, som gavs ut åren 2002–2007. Hon var även med och startade reportagetidningen Filter, där hon var redaktör 2007–2010.
Hon medverkade 2002 i den första säsongen av musikprogrammet Studio Pop i Sveriges Television, där hon 2010–2013 verkat som redaktör för kulturprogrammet Kobra och sedan 2013 är programledare för Kulturnyheterna.